# 莫愁路
莫愁路是中国江苏省南京市秦淮区的一条主要街道，全长1.5千米，南北走向，南起水西门，与昇州路和水西门大街交汇，北到汉中路接上海路，纵贯南京古城区西部。

## 历史
在明清时期，在南京城西部朝天宫西侧，有几段南北走向的小街，是南京“黑市”所在。其中南起侯家桥、北至石鼓路的一段原名四根杆子。
清光绪初年，美北长老会传教士来到南京，在四根杆子建造了该会的礼拜堂（1936年以后重建为汉中堂）和明德女子书院（即今南京女子中专学校的前身）。
1934年底到1935年，在南京国民政府的首都建设中，将朝天宫西侧的几段狭窄的小街拓宽成为现代马路，成为当时南京城西部的主要干道之一。因本路可通往水西门外名胜莫愁湖，而被命名为莫愁路。
1966年，文化大革命爆发，在破旧立新的高潮中，莫愁路被改名为四新路。1973年，又恢复原名莫愁路。 

## 商业
莫愁路位于南京的市中心区域，北端距离新街口商业中心的金鹰国际购物中心只有120米，沿路南段水西门附近和中段朝天宫附近均是南京市传统商业区，商铺林立。其中尤以五金、机电占据商业街的主角地位。根据《南京老城控制性详细规划（2006年深化版）》，新街口商圈将规划大扩容，向西延伸至莫愁路。 2007年初，民进南京市委也向政协会议提交提案，五金、机电一条街莫愁路应进行功能置换，改造为“中华古玩第一街”。 

## 沿线建筑
莫愁路沿线有不少重要建筑物，包括南京市现存规模最大的古建筑群--朝天宫、南京第一所基督教堂--汉中堂（莫愁路堂）、南京第一所女子学校--明德女中。北端西侧为三级甲等医院江苏省中医院。

## 交汇道路
- 升州路、水西门大街
- 建邺路
- 秣陵路
- 石鼓路
- 汉中路

## 交通管制
莫愁路原为双向4车道，但由于沿线分布众多人流集中的医院、学校、教堂大型公共设施，加之店铺林立，路上的车流量和停车率都相当高，致使道路处于超饱和状态，堵塞严重。2005年3月26日起，莫愁路的建邺路以北路段开始实行机动车自南向北单向行驶。

## 名人
曾长期担任金陵大学校长的陈裕光1893年就出生在四根杆子。